# فرانک گورشین
فرانک گورشین (انگلیسی: Frank Gorshin; ۵ آوریل ۱۹۳۳ – ۱۷ مهٔ ۲۰۰۵) یک کمدین، هنرپیشه و صدا پیشه اهل ایالات متحده آمریکا بود.

## گزیده فیلم‌شناسی
از فیلم‌ها یا برنامه‌های تلویزیونی که وی در آن نقش داشته‌است می‌توان به آثار زیر اشاره کرد.
- وارلاک (فیلم ۱۹۵۹) (۱۹۵۹)
- حلقه آتش (فیلم ۱۹۶۱) (۱۹۶۱)
- گربه جاسوس (۱۹۶۵)
- بتمن (فیلم ۱۹۶۶) (۱۹۶۶)
- جوخه معاون هالیوود (۱۹۸۶)
- مترومن (فیلم) (۱۹۹۳)
- ۱۲ میمون (۱۹۹۵)
- کاملاً آشفته (۱۹۹۹)
- کسلراک (۲۰۰۰)
- بتهوون شماره ۳ (فیلم) (۲۰۰۰)
- آلفرد هیچکاک تقدیم می‌کند (۱۹۵۶)
- دارای اسلحه - آماده سفر (۱۹۵۹)
- تسخیرناپذیران (۱۹۵۹) (۱۹۶۲)
- آلفرد هیچکاک تقدیم می‌کند (۱۹۶۴)
- بتمن (مجموعه تلویزیونی) (۱۹۶۶–۱۹۶۷)
- چاپارل (مجموعه تلویزیونی) (۱۹۶۹)
- ویرجینیایی (۱۹۷۰)
- هاوایی فایو-او (۱۹۷۴)
- آیرونساید (مجموعه تلویزیونی) (۱۹۷۴)
- فرشتگان چارلی (مجموعه تلویزیونی) (۱۹۷۷)
- نمایش رن و استیمپی (۱۹۹۵)